# Partido Popular Social Cristiano (Nicaragua)
El Partido Popular Social Cristiano (PPSC) fue un partido político de Nicaragua demócrata cristiano fundado en 1976 al separarse del Partido Social Cristiano (PSC), de ideología socialcristiana. Se opuso a la dictadura somocista y al oficialista Partido Liberal Nacionalista (PLN) apoyando a la guerrilla marxista del Frente Sandinista de Liberación Nacional (FSLN) en la insurrección de 1978 y 1979 contra el dictador Anastasio Somoza Debayle hasta el triunfo de la Revolución Sandinista el 19 de julio de 1979. 

## Elecciones de 1984
El PPSC se convirtió en un partido opositor al FSLN tras el triunfo de la Revolución por su programa marxista. En 1984 su lema era Basta ya de miedo decídete, PPSC tu fuerza cristiana y quedó en la casilla 1 de las dos boletas para elegir al Presidente y Vicepresidente de la República y los representantes de la Asamblea Nacional de Nicaragua (desde 1995 se les llama diputados) el 4 de noviembre de ese mismo año. Los candidatos del partido a la presidencia y vicepresidencia eran Mauricio Díaz Dávila y Guillermo Mejía Silva, respectivamente.
El Partido Popular Social Cristiano quedó con 6 representantes, obteniendo el 6% de los votos (62,263), quedando en cuarto lugar después del FSLN, el Partido Conservador Demócrata de Nicaragua (PCDN) y el Partido Liberal Independiente (PLI). El Partido Comunista de Nicaragua (PC de N), el Partido Socialista Nicaragüense (PSN) y el Movimiento de Acción Popular Marxista-Leninista (MAP-ML) quedaron en quinto, sexto y séptimo lugares respectivamente. Esas elecciones las ganaron los candidatos del FSLN a la presidencia y vicepresidencia Daniel Ortega y Sergio Ramírez Mercado, respectivamente.

## La UNO y las elecciones de 1990
El PPSC y el Partido Social Demócrata (PSD) sirvieron como ejes aglutinadores de la oposición y en 1989 resurge la Unión Nacional Opositora (UNO), que se había fundado originalmente en 1966, para derrotar en las elecciones del 25 de febrero del año siguiente al presidente Daniel Ortega, quien buscaba su reelección consecutiva. El Doctor Guillermo Potoy Angulo, presidente del PSD, dirigió el Instituto de Promoción y Capacitación electoral (IPCE) de la UNO, además de la Tesorería de la campaña, junto con el Dr. Silviano Matamoros, presidente del Partido Nacional Conservador (PNC). La nueva UNO estaba formada por 14 partidos entre liberales, conservadores, democratacristianos, socialcristianos, socialdemócratas, socialistas y comunistas. 
El 25 de febrero de 1990 se efectuaron las elecciones ganando la UNO con el 54% de los votos (777,522) y sus candidatos a la presidencia y vicepresidencia Violeta Chamorro y Virgilio Godoy, respectivamente, derrotando a Ortega que obtuvo el 40% (579,886). Los dos candidatos de la UNO tomaron posesión de sus cargos el 25 de abril del mismo año.

## Fundación de la UDC
En 1992 el PPSC y el Partido Democrático de Confianza Nacional (PDC) –otro de los partidos miembros de la UNO– se fusionaron para crear un nuevo partido, la Unión Demócrata Cristiana (UDC). Esto se debió a que doña Violeta y su yerno Antonio Lacayo Oyanguren (ministro de la Presidencia y quien fue presidente de la coalición) marginaron a la alianza que los llevó al poder, por lo que el PPSC y el PDC fundaron la UDC como partido opositor al gobierno.
Desde el 2001 la UDC forma parte de la Convergencia Nacional, una coalición de partidos afines al oficialista FSLN actualmente en el poder desde 2007.